# أذكياء لكن أغبياء (فلم)
هو فيلم مصري كوميدي لـعادل إمام.
وقصته مستوحاة من الفيلم الأمريكي البعض يفضلونها ساخنة.

## القصة
يتنكر الطالبان الجامعيان زغلول وحسونة في ملابس النساء،
لكي يوافق حمدي على تأجير غرفة لهما في الفيلا التي لا يؤجرها الا للفتيات،
و يخفي وراء ذلك غرضه الخبيث وهو اصطياد الفتيات الجميلات.
يتعرف الصديقان على نزيلات الفيلا بيسة ونجوى وناهد،
يربط الحب بين بيسة وحمدي، وتعجب نجوى بزغلول وناهد تعجب بحسونة،
فهما زملائهما بالجامعة، تكتشف بيسة سلوك حمدي ولكنه يعاهدها على الاستقامة،
ويحدد موعدا لزواجهما. يكتشف الجميع حقيقة زغلول وحسونة.

## الممثلين
| - رشدي أباظة:حمدي - مديحة كامل: بيسا - عادل إمام:زغلول / بهيرة - سمير غانم:حسونة / شهيرة - يسرا:نجوى - ليلى حمادة: ناهد | - نادية أرسلان: شوشو - إبراهيم سعفان:علوان - سمية الألفي - علي الشريف:شيحة - سيف الله مختار: سائق الحنطور - رجاء سراج | - فيفي يوسف - هانم محمد:زهرة - عبد العظيم شعلان - مختار السيد - حسان اليماني | - أمير صادق - عمران بحر - محمد أبو حشيش - نادية شمس الدين - مارى باي باي |

## فريق العمل
تصوير:
| - وديه سرى: مصور - نيازي مصطفى: مونتير - يوسف عوف: قصة وسيناريو وحوار - نيازي مصطفى: مخرج - محمد عبد العزيز: مخرج مساعد | - مصطفى جمال الدين: مخرج مساعد - أفلام صوت الفن: التوزيع الداخلي - نادر الاتاسى: التوزيع الخارجي - فؤاد الظاهرى: الألحان والموسيقى التصويرية - محمد بكر مشتهرى: مصور فوتوغرافيا | - صديق عبد العزيز: مدير الإنتاج - افلام سميرة أحمد: منتج - نجيب خورى: مهندس المناظر - ماهر عبد النور: مهندس المناظر - مدينة السينما: مهندس المناظر | - أندريا زنديلس: مهندس الصوت - ستوديو مصر: إعداد - عادل شكرى: نيجاتيف - مدينة السينما: الطبع والتحميض |

## وصلات خارجية
- مقالات تستعمل روابط فنية بلا صلة مع ويكي بيانات

1. ↑  لقاء سمير غانم مع قناة الحياة